# Псевдоріманів многовид
Псевдорімановий многовид  — многовид, на якому визначено метричний тензор (квадратична форма), що є невиродженим у кожній точці, але, на відміну від ріманових многовидів, не обов'язково додатноозначений. Зазвичай передбачається, що сигнатура метрики постійна (у разі зв'язного многовида це автоматично випливає з умови невиродженості).

## Означення
Нехай {\displaystyle M}  — диференційовний многовид розмірності {\displaystyle n} і для кожної точки {\displaystyle p\in M} дотичний простір у цій точці позначається {\displaystyle T_{p}M}. 
Многовид називається псевдорімановим, якщо задано відображення (метричний тензор) {\displaystyle g:T_{p}M\times T_{p}M\to \mathbb {R} ,} який кожній парі векторів із деякого дотичного простору ставить у відповідність дійсне число й задовольняє властивостям симетричності, білінійності, гладкості та існування нуля.
Тобто, для {\displaystyle X,Y,Z\in T_{p}M} виконуються такі умови:
- {\displaystyle \,g(X,Y)=g(Y,X)} — симетричність
- {\displaystyle \,g(aX+Y,Z)=ag(X,Z)+g(Y,Z),\;\forall a\in \mathbb {R} } — білінійність;
- Якщо для деякого {\displaystyle X\in T_{p}M} для всіх {\displaystyle Y\in T_{p}M} справедливо {\displaystyle \,g(X,Y)=0,} то {\displaystyle X=0.}
- Для довільних гладких векторних полів {\displaystyle {\mathcal {X}},{\mathcal {Y}},\;} {\displaystyle g({\mathcal {X}},{\mathcal {Y}})}  є гладкою функцією на многовиді {\displaystyle M.}

Єдиною відмінністю від визначення ріманового многовиду є відсутність умови додатноозначеності. Тому якщо для ріманових многовидів дотичні простори набувають структуру евклідового простору, для псевдоріманових многовидів дотичні простори є лише псевдоевклідовими.

### Сигнатура
Для метричного тензора g на n-вимірному дійсному многовиді, квадратична форма q(x) = g(X, X) пов'язана з метричним тензором для елементів кожного ортогонального базису визначає n дійсних чисел. Згідно закону інерції Сильвестра, кількість додатних, від'ємних і нульових значень не залежить від вибору ортогонального базису. Для невиродженого метричного тензора нульових значень немає і сигнатура визначена як (p, q), де p + q = n. Сигнатура не змінюється в усіх точках будь-якої компоненти зв'язності многовида. 

## Приклади
- Псевдоевклідів простір є найпростішим прикладом псевдоріманового многовида.
- Ріманів многовид можна розглядати як окремий випадок псевдоріманового із сигнатурою (n, 0)
  - Псевдоріманові многовиди, які не є власне рімановими, іноді називають власне псевдорімановими.
- Псевдорімановий многовид сигнатури (1, n) або (n, 1) називають простором Мінковського. Він є основним[уточнити] об'єктом загальної теорії відносності.

## Геометрія псевдоріманових просторів
У локальних координатах метричний тензор може бути записаний як {\displaystyle g=\sum _{i,j}g_{ij}\,\mathrm {d} x^{i}\mathrm {d} x^{j}.} На многовиді однозначно визначена зв'язність Леві-Чивіти і тензор кривини.
Довжина кривої визначається за формулою:
{\displaystyle s=\int _{l}{\sqrt {\sum _{i,j}g_{ij}\,\mathrm {d} x^{i}\mathrm {d} x^{j}}}.}
Вона може бути дійсною, уявною або рівною нулю (Ізотропна крива). Геодезичні лінії в псевдоріманових просторах навіть в малих своїх частинах втрачають екстремальні властивості, залишаючись лініями стаціонарної довжини. Довжина деякої дуги може бути більшою або меншою довжини геодезичної лінії, що з'єднує кінці дуги. 
У випадку простору сигнатури (1, n), відрізок геодезичної лінії дійсної довжини дає найбільшу відстань між кінцевими точками (у припущенні, що дугу геодезичної лінії можна вкласти в напівгеодезичну координатну систему у вигляді координатної лінії і що для порівняння беруться гладкі криві дійсної довжини з області, де є визначеною ця координатна система). 
У разі, коли розглядається псевдоевклідів простір сигнатури (1, n), можна будь-яку пряму дійсної довжини прийняти за вісь {\displaystyle x_{n}} ортонормованої координатної системи, в якій скалярний квадрат вектора {\displaystyle X} має вигляд:
{\displaystyle |X|^{2}=\sum _{i=1}^{n-1}x_{i}^{2}+x_{n}^{2}}
Тут будь-який прямолінійний відрізок дійсної довжини (уздовж осі {\displaystyle x_{n}}) буде визначати найдовшу відстань між точками, які є його кінцями.
У разі многовида сигнатури (n, 1) відрізок геодезичної лінії уявної довжини буде мати більшу довжину в порівнянні з іншими гладкими кривими уявної довжини, кінці яких збігаються з кінцями геодезичного відрізка.
На відміну від ріманових многовидів на власне псевдоріманових многовидах неможливо запровадити природну структуру метричного простору, оскільки існують різні точки, відстань між якими дорівнює нулю.
У псевдорімановому многовиді визначається секційна кривина, вона може бути інтерпретована як кривина геодезичної (неізотропної) 2-поверхні, проведеної в даній точці в даному двовимірному напрямку. Якщо значення секційної кривини в кожній точці одне і те ж за всіма двовимірними напрямками, то воно є постійним у всіх точках (теорема Шура) і псевдорімановий многовид в цьому випадку називається псевдорімановим многовидом сталої кривини.